# Monia Kari
Pour les articles homonymes, voir Kari.
Monia Kari, née le 14 avril 1971 à Bâle, est une athlète tunisienne spécialiste du lancer du disque.

## Carrière
Monia Kari a participé à l'épreuve de lancer du disque lors des Jeux olympiques de 1996 et 2000, sans parvenir à se qualifier en finale.

## Palmarès
| Date | Compétition            | Lieu          | Résultat | Marque  |
| ---- | ---------------------- | ------------- | -------- | ------- |
| 1995 | Jeux africains         | Harare        | 1re      | 54,26 m |
| 1996 | Championnats d'Afrique | Yaoundé       | 1re      | 53,00 m |
| 1999 | Jeux africains         | Johannesbourg | 1re      | 57,22 m |
| 2000 | Championnats d'Afrique | Alger         | 1re      | 58,46 m |
| 2002 | Championnats d'Afrique | Tunis         | 1re      | 55,28 m |
| 2004 | Jeux panarabes         | Alger         | 1re      | 54,68 m |
| 2007 | Championnats panarabes | Amman         | 1re      | 50,32 m |
| 2007 | Jeux africains         | Alger         | 2e       | 55,15 m |
| 2007 | Jeux panarabes         | Le Caire      | 1re      | 52,79 m |

## Records
| Épreuve          | Performance | Lieu  | Date         |
| ---------------- | ----------- | ----- | ------------ |
| Lancer du disque | 61,74 m     | Tunis | 1er mai 1996 |